# Termodynamiskt tillstånd
Ett termodynamiskt tillstånd är inom termodynamiken en uppsättning värden på storheter som tillsammans ger en fullständig beskrivning av tillståndet hos ett termodynamiskt system. De individuella parametrarna som beskriver tillståndet kallas för tillståndsvariabler, tillståndsstorheter eller termodynamiska parametrar. Tillståndsvariablerna är inte oberoende utan relaterade via en eller flera tillståndsekvationer. Om ett tillräckligt stort antal tillståndsvariabler är kända kan värdet av samtliga övriga parametrar entydigt bestämmas via tillståndsekvationerna, och det blir därmed möjligt att förutsäga vilket tillstånd systemet befinner sig i.
Som exempel är tillståndet hos en ideal gas fullständigt beskrivet om gasens temperatur, tryck, volym och antalet partiklar i gasen är kända. Dessa storheter utgör idealgasens tillståndsvariabler, och är inte oberoende utan relaterade via ideala gaslagen, vilken gör det möjligt att räkna ut en av tillståndsvariablerna givet kännedom om de övriga tre.

## Tillståndsvariabler och tillståndsfunktioner

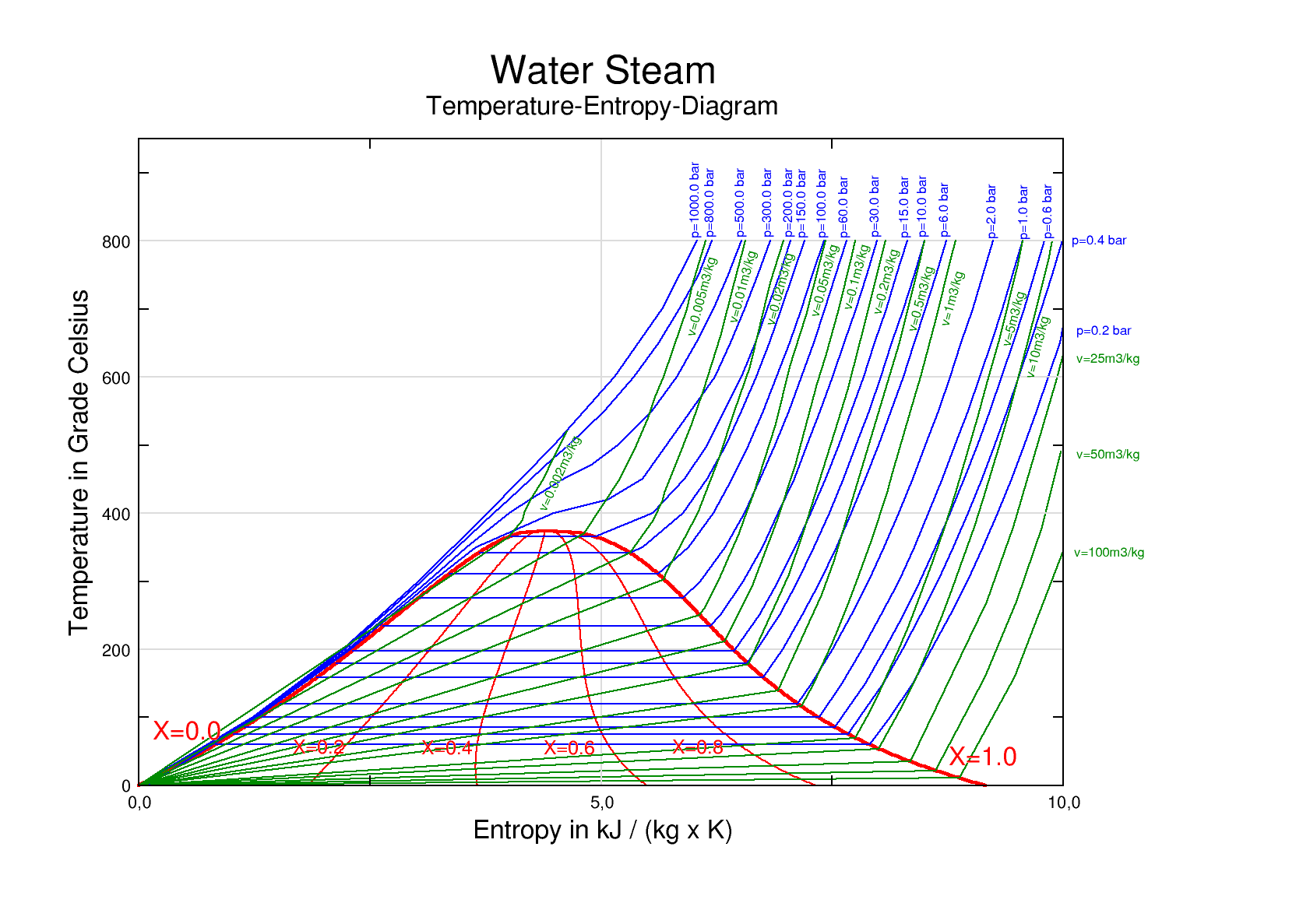
Ett T-S-diagram kan användas för att illustrera förhållandet mellan temperatur (T) och entropi (S) vid olika tryck (P). I figuren visas ett T-S-diagram för vattenånga.

Tillståndsvariablerna är den uppsättning storheter som behövs för att ge en fullständig beskrivning av det system som studeras. Vanliga tillståndsvariabler är tryck, volym, temperatur, partikelantal, magnetisering, pålagt magnetfält och yta. Vilka tillståndsvariabler som behövs för beskrivningen bestäms av fysiken hos det studerade systemet. För gaser och vätskor är tryck, volym, temperatur och partikelantal oftast tillräckliga för att fullständigt beskriva systemet, medan tillståndsvariablerna för magnetiska modeller oftast är temperatur, magnetisering, pålagt magnetfält och antal magnetiska spinn.
Tillståndsfunktioner beskriver det momentana tillståndet hos ett termodynamiskt system genom att ge ett matematiskt samband mellan tillståndsvariablerna som systemet måste uppfylla i jämvikt. Tillståndsfunktionerna är oberoende av på vilket sätt tillståndet hos ett system förändrats, den totala förändringen hos tillståndsstorheter kommer att vara densamma. Detta innebär matematiskt att de stegvisa förändringarna hos dessa parametrar är exakta differentialer, och därmed vägoberoende.
Tillståndsfunktioner och tillståndsekvationer kan i regel manipuleras algebraiskt för att uttrycka en av tillståndsvariablerna som funktion av de övriga, varför distinktionen mellan en tillståndsvariabel och en tillståndsfunktion inte alltid är tydlig. Tillståndsfunktionerna entropi och inre energi är svåra att mäta experimentellt och ges därför som funktion av tillståndsvariabler. För beskrivningen av systemets tillstånd är entropi och den inre energin dock fullt brukbara och kan ersätta tillståndsvariabler i beskrivningen av systemet. I teoretiska sammanhang, speciellt inom statistisk fysik, används entropin eller någon annan termodynamisk potential som grundläggande tillståndsfunktion. Givet en tillståndsfunktion som entropi kan systemets tillståndsekvationer som relaterar tillståndsvariablerna enkelt hittas genom välkända samband.
Antalet parametrar som måste vara kända för att unikt definiera ett tillstånd beror på antalet frihetsgrader hos systemet som betraktas, och huruvida systemet befinner sig i jämvikt.

## Matematisk beskrivning
Givet en uppsättning tillståndsvariabler, exempelvis tryck {\displaystyle p}, temperatur {\displaystyle T} och volym {\displaystyle V}, är en tillståndsfunktion ett samband på formen
{\displaystyle f(T,V,p)=0}
där f är en funktion av p, V och T. Tillståndsfunktionen definierar därmed en funktionsyta i {\displaystyle \mathbb {R} ^{n}}där n är antalet tillståndsvariabler som ingår i funktionen. De möjliga termodynamiska tillstånd som systemet kan anta är alla punkter som ligger på funktionsytan. Det är inte säkert att funktionsytan är glatt eller ens kontinuerlig överallt: Diskontinuiteter i tillståndsfunktionen eller dess derivator signalerar en fasövergång, då systemets tillstånd dramatiskt ändras, exempelvis volymen hos en substans som övergår från vätskefas till gasfas, eller magnetiseringen hos en metall som övergår från att vara ferromagnetisk till paramagnetisk. I närheten av fasövergången kan det också finnas metastabila tillstånd.
Kravet att termodynamiska tillstånd är historieoberoende, d.v.s. endast beror på systemets nuvarande tillstånd och inte hur det fördes dit, uttrycks genom att tillståndsfunktioner måste ha exakta differentialer:
{\displaystyle df=\left({\frac {\partial f}{\partial T}}\right)_{p,V}dT+\left({\frac {\partial f}{\partial V}}\right)_{T,p}dV+\left({\frac {\partial f}{\partial p}}\right)_{T,V}dp}
Ett ekvivalent villkor är att kurvintegralen över {\displaystyle df} försvinner längs alla slutna kurvor:
{\displaystyle \oint df=0.}

## Jämviktstillstånd
Termodynamiska jämviktstillstånd kännetecknas av att tillståndsvariablerna antar samma värden i hela systemet. I allmänhet är det annars tänkbart att tillståndsvariablerna varierar med positionen i systemet (så är t.ex. fallet med trycket i en strömmande vätska). Eftersom tillståndsvariablerna inte varierar med positionen i ett system i jämviktstillstånd behövs ingen positionsinformation för att beskriva tillståndet hos systemet, och jämviktstillstånd är därför de tillstånd som behöver minst information för att beskrivas. Detta är ekvivalent med att jämviktstillstånd är de tillstånd som har maximal entropi.